# Aspmyrastadion
Het Aspmyrastadion is een multifunctioneel stadion in Bodø, een stad in Noorwegen. 

## Gebruik
Het stadion wordt vooral gebruikt voor voetbalwedstrijden, de voetbalclub FK Bodø/Glimt maakt gebruik van dit stadion. Ook IK Grand Bodø maakt er gebruik van. In het stadion is plaats voor 4.616 toeschouwers. In het stadion ligt een kunstgrasveld. Er konden ook atletiekwedstrijden gespeeld worden, maar de atletiekbaan werd bij de renovaties in 1999 verwijderd. Ook het nationale voetbalelftal van Noorwegen speelde er één keer een internationale wedstrijd. Die wedstrijd was vriendschappelijk en werd gespeeld tegen IJsland in 2002 en eindige in 1–1.

## Bouw en opening
In 1962 werd besloten om dit stadion te bouwen, het stadion waar FK Bodø/Glimt speelde werd te klein. De bouw van het stadion begon in 1965. De opening was in 1966. Tussen 1999 en 2001 werd het stadion uitgebreid met twee tribunes. De een werd aan de zijkant gebouwd en de ander achter een van de doelen. Ook in 2005 en 2008 vonden het renovaties plaats.

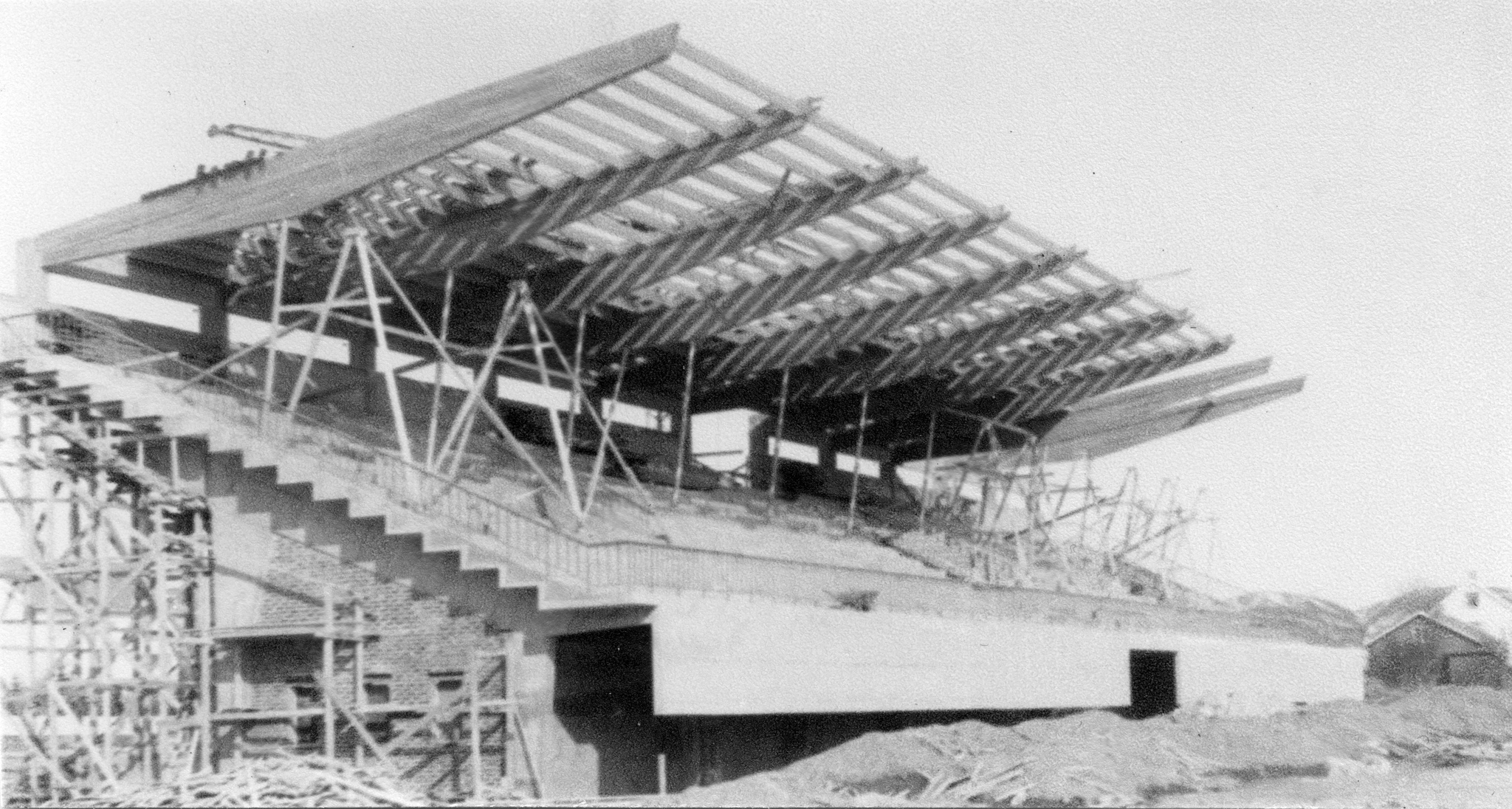
Het stadion in 1966. In 1962 werd besloten een stadion te bouwen. De bouw begon in 1965. Op de foto is het stadion te zien in 1966.
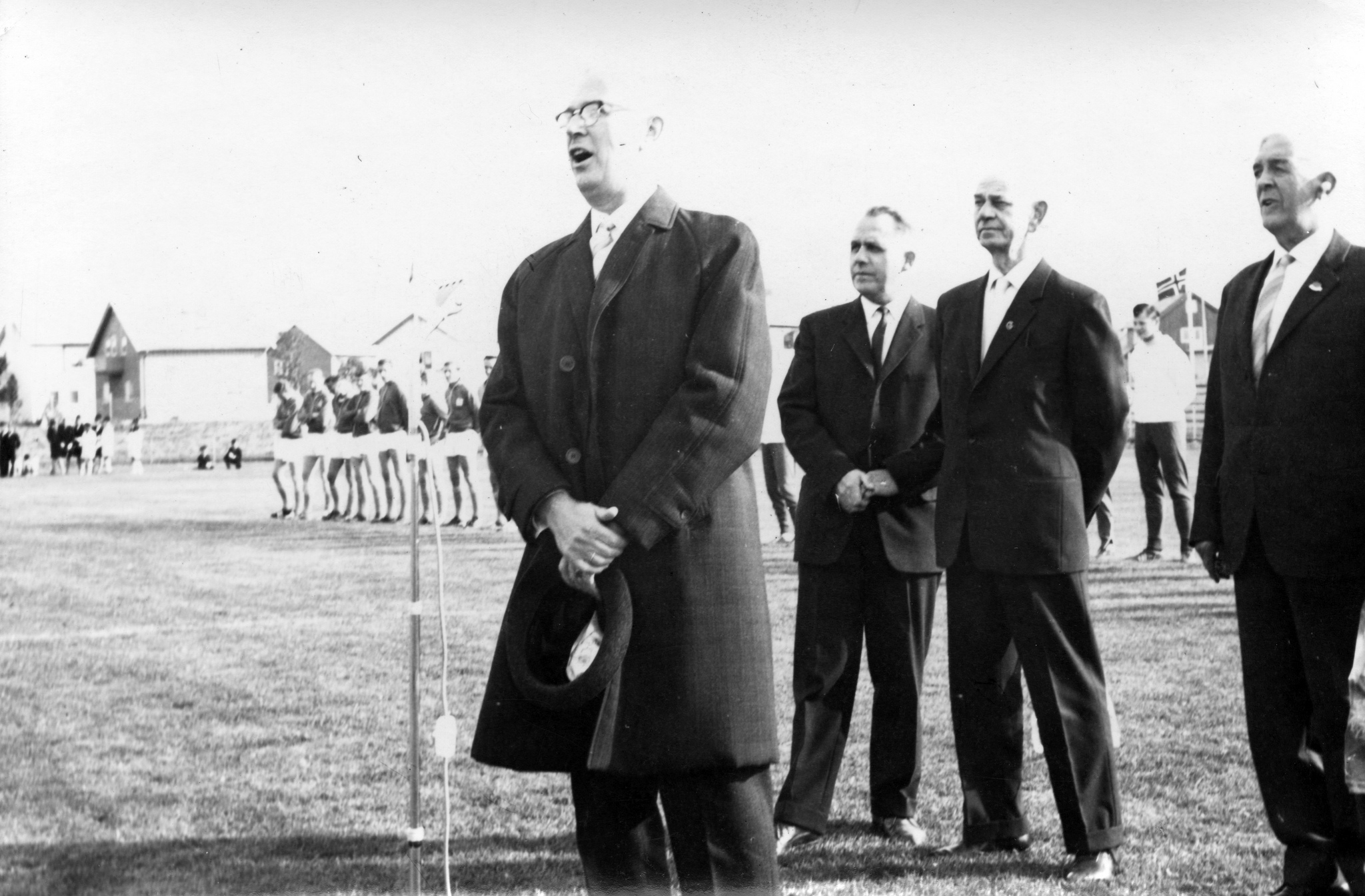
Opening van het stadion. De foto is genomen op 11 september 1966. De man op de foto is Olaf Hagen, burgemeester van Bodø op dat moment.